# Kokoulo
Le Kokoulo (ou Kokolo, Kokulo) est l'un des principaux affluents du Konkouré, un fleuve côtier de Guinée. Il prend sa source au Fouta-Djalon aux environs de Pita.
La rivière traverse plusieurs chutes, dont celle de Kinkon, sur laquelle un barrage et une centrale hydroélectriques ont été aménagés en 1966 par la Chine.
Les chutes de Kambadaga, situées plus en aval, constituent une destination touristique prisée.